# Trinidad och Tobago i olympiska sommarspelen 1984
Trinidad och Tobago deltog med 16 deltagare vid de olympiska sommarspelen 1984 i Los Angeles. Ingen av landets deltagare erövrade någon medalj.

## Boxning
Fjädervikt
- Nirmal Lorick

Lätt tungvikt
- Don Smith

## Cykling
Herrarnas sprint
- Gene Samuel

Herrarnas tempolopp
- Gene Samuel

## Friidrott
Herrarnas 100 meter
- Hasely Crawford
  - Heat — 10,48q (Heat 1, 4:e plats)
  - Kvartsfinal — 10.56 (QF 1, 4:e plats → gick inte vidare)

Herrarnas 400 meter
- Michael Paul
  - Heat — 46,18
  - Kvartsfinal — 45,84
  - Semifinal — 45,60 (→ gick inte vidare)

- Anton Skerritt
  - Heat — 46,30
  - Kvartsfinal — 46,93 (→ gick inte vidare)

- Ali St. Louis
  - Heat — fullföljde inte (→ gick inte vidare)

Herrarnas 4 x 400 meter stafett
- Anton Skerritt, Michael Puckerin, Derek Archer, and Michael Paul

Damernas 100 meter
- Gillian Forde
- Angela Williams

Damernas 200 meter
- Angela Williams

Damernas 400 meter
- Gail Emmanuel

Damernas 4 x 100 meter stafett
- Janice Bernard, Gillian Forde, Esther Hope-Washington och Angela Williams

## Segling
Finnjolle
- Jean-Marc Holder